# 제롬 은곰 음베켈리
제롬 은곰 음베켈리(프랑스어: Jerome Ngom Mbekeli, 1998년 9월 30일 ~ )는 카메룬의 축구 선수이다. 포지션은 미드필더이며, 현재 몰도바 수페르리가의 셰리프 티라스폴에서 뛰고 있다.